# Ifeanyi Ndukwe
Ifeanyi-Arthur Ndukwe (* 3. März 2008 in Wien) ist ein österreichischer Fußballspieler nigerianisch-russischer Abstammung.

## Karriere

### Verein
Ndukwe begann seine Karriere bei WAF Brigittenau. Im März 2016 wechselte er zum FK Austria Wien. Bei der Austria durchlief er ab der Saison 2022/23 auch sämtliche Altersstufen in der Akademie. Im März 2025 debütierte er für die Amateure der Austria in der Regionalliga. Bis zum Ende der Saison 2024/25 kam er zu 13 Regionalligaeinsätzen, mit den Young Violets stieg er in die 2. Liga auf.
Zur Saison 2025/26 rückte Ndukwe in den Bundesligakader der Wiener und erhielt einen bis 2028 laufenden Profivertrag. Zunächst gab er im August 2025 aber sein Zweitligadebüt, als er am ersten Spieltag jener Saison gegen den SKN St. Pölten in der Startelf stand.

### Nationalmannschaft
Ndukwe debütierte im September 2024 für die österreichische U-17-Auswahl.

## Persönliches
Sein Bruder Obinna (* 2003) ist Basketballspieler. Ndukwe wurde als Sohn eines Nigerianers und einer Russin in Wien geboren.